# Cyclosa
Cyclosa is een geslacht van spinnen uit de familie wielwebspinnen (Araneidae).

## Soorten
Het geslacht kent de volgende soorten:
- Cyclosa alayoni Levi, 1999
- Cyclosa alba Tanikawa, 1992
- Cyclosa albisternis Simon, 1888
- Cyclosa albopunctata Kulczyński, 1901
- Cyclosa algerica Simon, 1885
- Cyclosa andinas Levi, 1999
- Cyclosa angusta Tanikawa, 1992
- Cyclosa argentata Tanikawa & Ono, 1993
- Cyclosa argenteoalba Bösenberg & Strand, 1906
- Cyclosa atrata Bösenberg & Strand, 1906
- Cyclosa baakea Barrion & Litsinger, 1995
- Cyclosa bacilliformis Simon, 1908
- Cyclosa baloghi Kolosváry, 1934
- Cyclosa banawensis Barrion & Litsinger, 1995
- Cyclosa berlandi Levi, 1999
- Cyclosa bianchoria Yin et al., 1990
- Cyclosa bifida (Doleschall, 1859)
- Cyclosa bifurcata (Walckenaer, 1842)
- Cyclosa bituberculata Biswas & Raychaudhuri, 1998
- Cyclosa bulleri (Thorell, 1881)
- Cyclosa cajamarca Levi, 1999
- Cyclosa caligata (Thorell, 1890)
- Cyclosa camargoi Levi, 1999
- Cyclosa camelodes (Thorell, 1878)
- Cyclosa caroli (Hentz, 1850)
- Cyclosa centrifaciens Hingston, 1927
- Cyclosa centrodes (Thorell, 1887)
- Cyclosa cephalodina Song & Liu, 1996
- Cyclosa chichawatniensis Mukhtar & Mushtaq, 2005
- Cyclosa circumlucens Simon, 1907
- Cyclosa concolor Caporiacco, 1933
- Cyclosa confraga (Thorell, 1892)
- Cyclosa confusa Bösenberg & Strand, 1906
- Cyclosa conica (Pallas, 1772)
  - Cyclosa conica albifoliata Strand, 1907
  - Cyclosa conica defoliata Strand, 1907
  - Cyclosa conica dimidiata Simon, 1929
  - Cyclosa conica leucomelas Strand, 1907
  - Cyclosa conica pyrenaica Strand, 1907
  - Cyclosa conica zamezai Franganillo, 1909
- Cyclosa conigera F. O. P.-Cambridge, 1904
- Cyclosa coylei Levi, 1999
- Cyclosa cucurbitoria (Yin et al., 1990)
- Cyclosa cucurbitula Simon, 1900
- Cyclosa curiraba Levi, 1999
- Cyclosa cylindrata Yin, Zhu & Wang, 1995
- Cyclosa cylindrifaciens Hingston, 1927
- Cyclosa damingensis Xie, Yin & Kim, 1995
- Cyclosa deserticola Levy, 1998
- Cyclosa dianasilvae Levi, 1999
- Cyclosa diversa (O. P.-Cambridge, 1894)
- Cyclosa dives Simon, 1877
- Cyclosa donking Levi, 1999
- Cyclosa dosbukolea Barrion & Litsinger, 1995
- Cyclosa durango Levi, 1999
- Cyclosa elongata Biswas & Raychaudhuri, 1998
- Cyclosa espumoso Levi, 1999
- Cyclosa fililineata Hingston, 1932
- Cyclosa formosa Karsch, 1879
- Cyclosa formosana Tanikawa & Ono, 1993
- Cyclosa fuliginata (L. Koch, 1872)
- Cyclosa ginnaga Yaginuma, 1959
- Cyclosa groppalii Pesarini, 1998
- Cyclosa gulinensis Xie, Yin & Kim, 1995
- Cyclosa haiti Levi, 1999
- Cyclosa hamulata Tanikawa, 1992
- Cyclosa hexatuberculata Tikader, 1982
- Cyclosa hova Strand, 1907
- Cyclosa huila Levi, 1999
- Cyclosa imias Levi, 1999
- Cyclosa inca Levi, 1999
- Cyclosa informis Yin, Zhu & Wang, 1995
- Cyclosa insulana (Costa, 1834)
- Cyclosa ipilea Barrion & Litsinger, 1995
- Cyclosa jalapa Levi, 1999
- Cyclosa japonica Bösenberg & Strand, 1906
- Cyclosa jose Levi, 1999
- Cyclosa kashmirica Caporiacco, 1934
- Cyclosa kibonotensis Tullgren, 1910
- Cyclosa koi Tanikawa & Ono, 1993
- Cyclosa krusa Barrion & Litsinger, 1995
- Cyclosa kumadai Tanikawa, 1992
- Cyclosa laticauda Bösenberg & Strand, 1906
- Cyclosa lawrencei Caporiacco, 1949
- Cyclosa libertad Levi, 1999
- Cyclosa litoralis (L. Koch, 1867)
- Cyclosa longicauda (Taczanowski, 1878)
- Cyclosa machadinho Levi, 1999
- Cyclosa maderiana Kulczyński, 1899
- Cyclosa maritima Tanikawa, 1992
- Cyclosa mavaca Levi, 1999
- Cyclosa meruensis Tullgren, 1910
- Cyclosa micula (Thorell, 1892)
- Cyclosa minora Yin, Zhu & Wang, 1995
- Cyclosa mocoa Levi, 1999
- Cyclosa mohini Dyal, 1935
- Cyclosa monteverde Levi, 1999
- Cyclosa monticola Bösenberg & Strand, 1906
- Cyclosa moonduensis Tikader, 1963
- Cyclosa morretes Levi, 1999
- Cyclosa mulmeinensis (Thorell, 1887)
- Cyclosa neilensis Tikader, 1977
- Cyclosa nevada Levi, 1999
- Cyclosa nigra Yin et al., 1990
- Cyclosa nodosa (O. P.-Cambridge, 1889)
- Cyclosa norihisai Tanikawa, 1992
- Cyclosa oatesi (Thorell, 1892)
- Cyclosa octotuberculata Karsch, 1879
- Cyclosa oculata (Walckenaer, 1802)
- Cyclosa ojeda Levi, 1999
- Cyclosa okumae Tanikawa, 1992
- Cyclosa olivenca Levi, 1999
- Cyclosa olorina Simon, 1900
- Cyclosa omonaga Tanikawa, 1992
- Cyclosa onoi Tanikawa, 1992
- Cyclosa oseret Levi, 1999
- Cyclosa otsomarka Barrion & Litsinger, 1995
- Cyclosa pantanal Levi, 1999
- Cyclosa parangmulmeinensis Barrion & Litsinger, 1995
- Cyclosa parangtarugoa Barrion & Litsinger, 1995
- Cyclosa paupercula Simon, 1893
- Cyclosa pedropalo Levi, 1999
- Cyclosa pellaxoides Roewer, 1955
- Cyclosa pentatuberculata Yin, Zhu & Wang, 1995
- Cyclosa perkinsi Simon, 1900
- Cyclosa picchu Levi, 1999
- Cyclosa pichilinque Levi, 1999
- Cyclosa pseudoculata Schenkel, 1936
- Cyclosa psylla (Thorell, 1887)
- Cyclosa punctata Keyserling, 1879
- Cyclosa punjabiensis Ghafoor & Beg, 2002
- Cyclosa pusilla Simon, 1880
- Cyclosa quavansea Roberts, 1983
- Cyclosa quinqueguttata (Thorell, 1881)
- Cyclosa reniformis Zhu, Lian & Chen, 2006
- Cyclosa rhombocephala (Thorell, 1881)
- Cyclosa rubronigra Caporiacco, 1947
- Cyclosa sachikoae Tanikawa, 1992
- Cyclosa saismarka Barrion & Litsinger, 1995
- Cyclosa sanctibenedicti (Vinson, 1863)
- Cyclosa santafe Levi, 1999
- Cyclosa sedeculata Karsch, 1879
- Cyclosa senticauda Zhu & Wang, 1994
- Cyclosa serena Levi, 1999
- Cyclosa seriata (Thorell, 1881)
- Cyclosa shinoharai Tanikawa & Ono, 1993
- Cyclosa sierrae Simon, 1870
- Cyclosa simoni Tikader, 1982
- Cyclosa simplicicauda Simon, 1900
  - Cyclosa simplicicauda rufescens Simon, 1900
- Cyclosa spirifera Simon, 1889
- Cyclosa strandi Kolosváry, 1934
- Cyclosa tamanaco Levi, 1999
- Cyclosa tapetifaciens Hingston, 1932
- Cyclosa tardipes (Thorell, 1895)
  - Cyclosa tardipes ignava (Thorell, 1895)
- Cyclosa tauraai Berland, 1933
- Cyclosa teresa Levi, 1999
- Cyclosa tricolor (Leardi, 1902)
- Cyclosa trilobata (Urquhart, 1885)
- Cyclosa tripartita Tullgren, 1910
- Cyclosa triquetra Simon, 1895
- Cyclosa tropica Biswas & Raychaudhuri, 1998
- Cyclosa tuberascens Simon, 1906
- Cyclosa turbinata (Walckenaer, 1842)
- Cyclosa turvo Levi, 1999
- Cyclosa vallata (Keyserling, 1886)
- Cyclosa vicente Levi, 1999
- Cyclosa vieirae Levi, 1999
- Cyclosa walckenaeri (O. P.-Cambridge, 1889)
- Cyclosa xanthomelas Simon, 1900
- Cyclosa yaginumai Biswas & Raychaudhuri, 1998
- Cyclosa zhangmuensis Hu & Li, 1987

### Nederlandse soorten
Soorten in Nederland zijn:
- Kegelspin (Cyclosa conica)
- Zesknobbelspin (Cyclosa oculata)